# 城区街道 (洛浦县)
城区街道，是中华人民共和国新疆维吾尔自治区和田地區洛浦县下辖的一个乡镇级行政单位。

## 行政区划
城区街道下辖以下地区：
营买里社区、加依铁热克社区、英巴扎社区、喀赞巴格社区、库拉买里社区、安江巴格社区、英巴格社区、古勒巴格社区、大巴扎社区、夏玛里巴格社区和喀勒尕其社区。